# Communauté rurale de Bokidiawé
La commune de Bokidiawé est l'une des communes de la région de Matam située à l'est du pays. 
Elle fait partie de l'arrondissement de Ogo, du département de Matam et de la région de Matam.